# RTP3
RTP3 es un canal de televisión temático informativo portugués propiedad de la corporación pública Rádio e Televisão de Portugal.

## Historia

### NTV
NTV fue el segundo canal regional portugués de televisión por cable, estando dirigido a la región norte del país y siendo producido desde Oporto. Fue creada a partir de una colaboración entre PT Multimedia, Lusomundo y Rádio e Televisão de Portugal.
Sus emisiones comenzaron el 15 de octubre de 2001, siendo un canal de información.

### RTPN
Después de la compra de NTV (Porto TV, Informação e Multimédia S.A.) por el grupo Rádio e Televisão de Portugal en 2003, comienza el 31 de mayo de 2004 el primer canal temático de RTP, RTPN. Estrenó una programación propia las 24 horas del día el 29 de septiembre de 2008 ya que en ese momento por las mañanas transmitía programación de Euronews. A partir de mediados de 2009, RTPN pasó a estar disponible fuera de Portugal, a través de dos operadores de TV por cable en Angola y en Mozambique.

### RTP Informação
A partir del 19 de septiembre de 2011, RTPN fue relanzada como RTP Informação. El entonces Vicedirector de Información de RTP, Nuno Santos en una entrevista en mayo del mismo año comunicó los planes para la cadena pública de noticias consistían en que se convirtiera en la marca de información de referencia en Portugal en la televisión por cable antes de finales de 2012.

### RTP3
El 10 de junio de 2015, el director de información de RTP anunció que el canal informativo de la televisión pública cambiaría de nombre. El 15 de septiembre de 2015, se confirmó por parte de Daniel Deusdado, director de programas de RTP, que RTP3 arrancaría el 5 de octubre de 2015, estrenando una nueva identidad visual e imagen.

## Programación

### Información
- Bom Dia Portugal - en emisión simultánea con RTP1. Emitido entre las 06:30 y las 10:00 y presentado por João Tomé de Carvalho y Carla Trafaria.
- 3 às 10
- 3 às 11
- Jornal das 12
- 3 às 14
- Zoom África
- Eixo Norte-Sul - de las 15:30 a las 16:00, presentado por Dina Aguiar con un formato similar a Portugal en Directo.
- 3 às 16
- 3 às 17
- 18/20 - de lunes a viernes presentado por Estela Machado.
- Manchetes 3
- Online 3
- 360° - de lunes a viernes desde las 21:00 a las 22:00, presentado por José Rodrigues dos Santos, João Adelino Faria y Maria Nobre (de 5 de octubre de 2015 al 31 de marzo de 2016). - de lunes a viernes desde las 21:00 a las 23:00, presentado por Ana Lourenço (desde el 4 de abril de 2016).
- 3 às 21 - los sábados y los fines de semana presentado por Maria Nobre, João Tomé de Carvalho y Carla Trafaria.
- 24 Horas - desde las 00:00 a las 01:00, presentado por Jorge Oliveira da Silva, Fátima Araújo, Sandra Fernandes Pereira y Daniel Catalão.
- Sexta às 10 - los sábados desde las 22:00 a las 23:00, presentado por Sandra Felgueiras.
- Sexta às 11 - los sábados, de las 23:00 a las 00:00, presentado por Sandra Felgueiras.
- GPS - los fines de semana presentado por Fareed Zakaria (importado por la CNN).

#### Información especializada
- Política Sueca - los sábados a las 11:10
- O Princípio da Incerteza
- O Direito e o Avesso
- O Último Apaga a Luz
- Os Números do Dinheiro

### Cultura
- Doc 3 - de las 20:00 a las 21:00 de lunes a viernes.
- Arq. 3

### Magazines
- Mundo Automóvel
- A Cidade na Ponta dos Dedos
- As Horas Extraordinárias - de lunes a viernes a las 23:30, los sábados a las 10:00 y los domingos a las 14:30, presentado por Teresa Nicolau.
- Central Parque
- Tech 3

### Deportes
- Desporto 3 - Incluido dentro de los programas de información.
- A Grandiosa Enciclopédia do Ludopédio
- Surf Total - los domingos, de las 16:45 a las 17:00.
- Grande Área - los jueves de las 22:30 a las 23:30, presentado por Manuel Fernandes Silva.
- Trio d'Ataque - los domingos, de las 22:00 a las 00:00.

### Entretenimiento
- Last Week Tonight with John Oliver - los sábados, de las 18:10 a las 19:00 (importado de HBO).
- Melancómico - los viernes de las 23:50 a las 00:00.

## Dirección
Director: Daniel Deusdado
Director de Información: Paulo Dentinho

## Perfil del canal
La información ocupa la mayor parte del espacio de la parrilla televisiva, teniendo la información regional una fuerte presencia. Además de los programas de noticias, RTP3 también emite magazines y debates informativos sobre temas de actualidad, dando a conocer a protagonistas menos mediatizados de la nación.
Los programas están destinados a ser alternativos y dirigidos a un público específico de televisión por cable, por falta de contenido en la TDT. Está Orientada a un público exigente, teniendo una línea joven de entretenimiento con un enfoque especial en la música, la sociedad y el deporte.
A pesar de que la RTP es una empresa del Estado portugués, el canal no se considera un canal de televisión de servicio público (sino como un canal de Interés Público), así como RTP Memoria.

## Distribución del canal
Actualmente RTP3 se emite en TDT y en las principales plataformas de televisión por satélite, cable e IPTV.
La dirección de RTP pretende comenzar las emisiones de RTP3 Internacional en un futuro próximo para los Estados Unidos y para Europa.
El 23 de junio de 2016 el Gobierno Portugués aprobó la creación de 4 nuevos canales para la TDT. 2 de ellos pertenecerán al grupo RTP, los cuales serán RTP Memória y RTP3. La ampliación comenzó en julio y los canales se podrán sintonizar en breve. Los nuevos canales de RTP no podrán contener publicidad al entrar en la TDT, que será sustituida por autopromoción y divulgación cultural.

## Identidad gráfica

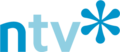
2001-2004
2004-2011
2011-2015
Desde 2015